# Кахраман, Исмаил
Исмаил Кахраман (род. 7 декабря 1940 г.) — турецкий политик.

## Биография
Родился 7 декабря 1940 года в городе Ризе. Окончил юридический факультет Стамбульского университета.
В 1995 году был избран членом Великого национального собрания Турции (ВНСТ) от Партии благоденствия. После того как Партия благоденствия, совместно с Партией верного пути, сформировала коалиционное правительство во главе с Неджметтином Эрбаканом, Кахраман получил в нём пост министра культуры. Он ушёл с этого поста после того, как правительство Эрбакана было отправлено в отставку в результате предупреждения со стороны военных, что позволяла тогда Конституция. В 1999 году Кахраман был переизбран в парламент от Партии добродетели. В 2002 году он также баллотировался в ВНСТ, но избраться не сумел.
22 ноября 2015 года Кахраман был избран членом ВНСТ от Партии справедливости и развития. Позднее он был выдвинут кандидатом на пост спикера ВНСТ, а впоследствии и был избран на этот пост, получив 316 голосов из 524.

## Награды
- Орден Пакистана 2 класса (2019 год, Пакистан)[5].
- Медаль «Шараф» (2018 год, Парламентская ассамблея Организации черноморского экономического сотрудничества)[6].